# Alfredo Capelli
Alfredo Capelli (ur. 5 sierpnia 1855 w Mediolanie, zm. 28 stycznia 1910 w Neapolu) – włoski matematyk.